# 神原村 (三重県)
神原村（かみはらむら）は、かつて三重県度会郡に存在していた村である。
1955年（昭和30年）に分村合併して西部は度会郡南勢町、東部は志摩郡磯部町（いずれも当時の自治体）となったことにより消滅した。一般にはかんばらむらと呼ばれた。

## 地理
旧村域は、「水境」（みずざかえ）と呼ばれる分水嶺で東西に分割され、それぞれ別の生活圏を有していた。西部は現在の度会郡南伊勢町、東部は志摩市になっている。

### 西神原
西神原（にしかんばら）は神原村の西部であり、現在は単に神原と呼ばれることもある。神原村の第一学区を形成した。五ヶ所湾に面しており、沿岸部に集落が形成されている。現在は度会郡南伊勢町に属する以下の4つの大字に相当する。
- 泉（いずみ）
- 木谷（きだに）
- 神津佐（こんさ）
- 下津浦（しもつうら）

### 東神原
東神原（ひがしかんばら）は神原村の東部であり、域内の小学校の名称である成基（せいき）と呼ばれることが多い。神原村の第二学区を形成した。西神原とは対照的に内陸の農村的な景観を呈する。現在は志摩市に属する以下の3つの大字に相当する。
- 磯部町栗木広（いそべちょうくりきひろ）
- 磯部町檜山（いそべちょうひやま）[4]
- 磯部町山原（いそべちょうやまはら）

## 歴史

### 村名の由来
『神原村誌』によると、合併前の7区の中で中心的な役割を果たしていた神津佐村の「神」と山原村の「原」を取って「神原」となった（合成地名）。

### 沿革
- 1889年（明治22年）4月1日 - 町村制の施行により、泉村・木谷村・神津佐村・下津浦・栗木広新田・桧山村・山原村の区域をもって発足。
- 1955年（昭和30年）2月11日 - 分割し、大字泉・神津佐・下津浦・木谷が五ヶ所町・穂原村・南海村・宿田曽村と合併して南勢町が発足。大字檜山・栗木広・山原が志摩郡磯部村に編入。磯部村は即日的矢村と合併して磯部町が発足。同日神原村廃止。

## 行政
村役場は西神原の神津佐に置かれた。

### 歴代村長
○は東神原出身者。
| - 初代：岡逸平 - 2代：甲漟賢之丞 - 3代：○西井安太郎 - 4代：岡逸平 - 5代：○稲田恒太郎 - 6代：浜川徳磨 | - 7代：○稲田恒太郎 - 8代：浜川正平 - 9代：西井楠之助 - 10代：甲漟七五三 - 11代：○西井孝太郎 - 12代：徳田英一郎 |

### 重点政策
- 交通網整備 - 1893年（明治26年）から約10年間、道路・橋梁を行う。
- 基本財産林 - 1905年（明治38年）、約10haに植林し、各区から約1.5haずつ無償供出させ、基本財産林とした。1955年には90haまで拡大した。

## 産業
伝統的に第一次産業が中心である。
農業
- 稲作が中心。明治期には麦・サツマイモなどの生産もあった。また、明治中期には長野・群馬・福島などの養蚕業先進県の技術を学んだ上、東京から専門技師を呼んで養蚕を行った。
- 昭和期には梨・みかん・スイカといった特産物の生産も盛んになった。

水産業
- ヒトエグサ（あおさ）の養殖や沿岸漁業が行われてきたが、五ヶ所湾岸の他の地区と比べると小規模であった。

## 交通
道路
- 国道
  - 国道260号：村を南北に結んだ幹線道路。1907年（明治40年）、下津道として開通。五ヶ所湾沿岸に旧道が残る。
- 三重県道
  - 三重県道16号南勢磯部線：村を東西に結んだ幹線道路。1899年（明治32年）、神津佐街道として開通。

## 教育
第一学区と第二学区に分かれており、前者が西部、後者が東部であった。現存する学校はない。

### 小学校
- 神原村立啓発小学校 - 西部。神原村大字神津佐513。
- 神原村立成基小学校 - 東部。神原村大字山原字夏草792。

### 中学校
- 神原村立神原中学校（本校） - 西部。神原村大字神津佐513（啓発小に併設）。1948年（昭和23年）7月9日廃校。
- 神原中学校成基分校 - 東部。神原村大字山原字夏草792（成基小に併設）。1948年（昭和23年）7月9日廃校。

## 出身著名人
- 見瀬辰平 - 真珠養殖技師
- 羽根泰正 - 囲碁棋士